# Аллея Поликарпова
Аллея Полика́рпова — аллея в Приморском районе Санкт-Петербурга. Проходит от Коломяжского проспекта до Серебристого бульвара. Протяженность аллеи — около 800 метров. Исторический район — Комендантский аэродром.

## История
Аллея получила название 2 ноября 1973 года в честь Николая Николаевича Поликарпова — советского авиаконструктора.

## Транспорт
Ближайшие к аллее Поликарпова станции метро — «Пионерская» 2-й (Московско-Петроградской) линии и «Комендантский проспект» 5-й (Фрунзенско-Приморской) линии.

## Пересечения
- Коломяжский проспект
- Серебристый бульвар